# Wikstroemia linoides
Wikstroemia linoides är en tibastväxtart som beskrevs av William Botting Hemsley, Forb. och Hemsl.. Wikstroemia linoides ingår i släktet Wikstroemia och familjen tibastväxter. Inga underarter finns listade i Catalogue of Life.